# Раш-Сити
Раш-Сити (англ. Rush City) — город в округе Шисаго, штат Миннесота, США. На площади 7,9 км² (7,9 км² — суша, водоёмов нет), согласно переписи 2002 года, проживают 2102 человека. Плотность населения составляет 266,3 чел./км².
- Телефонный код города — 320
- Почтовый индекс — 55069
- FIPS-код города — 27-56266[1]
- GNIS-идентификатор — 0650391[2]